# Six Songs (album)
Albums de Melvins
Gluey Porch Treatments
(1987)
Six Songs est un album des Melvins sorti en 1986 chez C/Z Records. L'album a été édité à différentes périodes, sous le nom de Six Songs (1986, vinyle), Eight Songs (1991, vinyle), 10 Songs (1991, CD) et 26 Songs (2003, CD). Les chansons sont tirées de deux sessions d'enregistrement de 1986.
Les pistes 1 à 10 sont tirées du eight/ten songs de 1991, la réédition LP/CD de cet album. Les pistes 11 à 16 sont tirées du vinyle original. Les pistes 17 à 19 furent tirées du single vinyle de 1986, Outtakes From First 7 inch. Ever Since My Accident est disponible en meilleure qualité sur la compilation Kill Rock Stars (première sortie du label de même nom)
La liste du livret présente 26 titres mais pour des raisons inconnues le CD n'a que 25 pistes puisque Ever Since My Accident et Hugh sont réunies sur la piste 25 et non pas sur des pistes séparées comme c'est indiqué.

## Pistes
| 1.    | Easy As It Was                | 2:54  |
| 2.    | Now A Limo                    | 0:55  |
| 3.    | Grinding Process              | 2:37  |
| 4.    | #2 Pencil                     | 3:08  |
| 5.    | At A Crawl                    | 3:04  |
| 6.    | Disinvite                     | 1:22  |
| 7.    | Snake Appeal                  | 1:39  |
| 8.    | Show Off Your Red Hands       | 2:57  |
| 9.    | Over From Underground         | 2:22  |
| 10.   | Cray Fish                     | 3:06  |
| 11.   | Easy As It Was                | 2:39  |
| 12.   | Now A Limo                    | 0:53  |
| 13.   | Grinding Process              | 2:44  |
| 14.   | At A Crawl                    | 3:13  |
| 15.   | Disinvite                     | 1:23  |
| 16.   | Snake Appeal                  | 1:52  |
| 17.   | Set Me Straight               | 3:09  |
| 18.   | Show Off Your Red Hands       | 2:57  |
| 19.   | #2 Pencil                     | 3:18  |
| 20.   | Grinding Process              | 2:17  |
| 21.   | Snake Appeal                  | 1:43  |
| 22.   | At A Crawl                    | 2:52  |
| 23.   | Operation Blessing            | 0:45  |
| 24.   | Breakfast On The Sly          | 1:51  |
| 25.   | Ever Since My Accident / Hugh | 15:01 |
| 70:55 |                               |       |

## Personnel
- The Melvins:
  - Buzz Osborne - guitare, chant
  - Matt Lukin - Basse, chant
  - Dale Crover - Batterie
- Chris Hanzsek - Producteur, Ingénieur du son
- Krist Novoselic - photographe
- Mackie Osborne - nouvel artwork sur la réédition 26 Songs